# عدلان بن سعید
عدلان بن سعید (انگلیسی: Adlène Bensaïd؛ زادهٔ ۳ نوامبر ۱۹۸۱) بازیکن فوتبال اهل الجزایر است.
از باشگاه‌هایی که در آن بازی کرده‌است می‌توان به باشگاه فوتبال اتحاد الجزایر، باشگاه فوتبال نصر حسین دای، و باشگاه فوتبال القبائل اشاره کرد.
وی همچنین در تیم‌های ملی فوتبال زیر ۲۳ سال الجزایر و الجزایر بازی کرده‌است.